# Herbert Biberman
Herbert J. Biberman (Filadélfia, 4 de março de 1900 – Nova Iorque, 30 de junho de 1971) foi um roteirista e diretor de cinema americano. Ele foi um dos Dez de Hollywood e dirigiu O Sal da Terra (1954), um filme recém-lançado nos Estados Unidos, sobre uma greve de mineiros de zinco no Condado de Grant, Novo México. Sua filiação ao Directors Guild of America foi restaurada postumamente em 1997; ele havia sido expulso em 1950.
Biberman nasceu na Filadélfia, Pensilvânia, filho de Joseph e Eva Biberman e era irmão do artista americano Edward Biberman.
Ele estudou na Central High School, na Filadélfia, e depois foi para a Universidade da Pensilvânia. Ele se formou na Penn em 1921, sendo escolhido para fazer o "Ivy Oration" na cerimônia de formatura. De 1924 a 1926 frequentou a Escola de Drama de Yale, sendo membro das primeiras turmas de atuação a estudar com George Pierce Baker. No final da década de 1920, ele começou a atuar em peças do The Theatre Guild e se juntou a Cheryl Crawford e Harold Clurman na fundação do "Studio Theatre" para produções experimentais, que incluíam uma tradução de "Red Rust", uma peça russa sobre um líder comunista abusivo. Em 1930, ele começou sua carreira como diretor da Broadway com a produção de estreia americana de Roar, China!, de Sergei Tretyakov, e a produção de estreia mundial de Green Grow the Lilacs de Lynn Riggs, que foi a base para o musical posterior Oklahoma!.
Mudando-se para Hollywood, a carreira de Biberman incluiu escrever roteiros para filmes como King of Chinatown (1939), When Tomorrow Comes (1939), Action in Arabia (1944), The Master Race (1944), que ele também dirigiu, e New Orleans (1947), além de dirigir filmes como One Way Ticket (1935) e Meet Nero Wolfe (1936). Casou-se com a atriz Gale Sondergaard em 1930 e permaneceram juntos pelo resto da vida de Biberman. Biberman morreu de câncer ósseo em 1971 em Nova Iorque.